# Sheila Borg
Pour les articles homonymes, voir Borg.
Sheila Borg, nom de scène de Mechthild Steng (née en 1941 à Graz et morte probablement en 2006), est une chanteuse autrichienne.

## Biographie
Borg apprend à jouer du piano quand elle est enfant et après ses études fonde le duo de jazz Jo & Sheila dans sa ville natale. En 1963, elle signe en tant qu'artiste solo avec le label allemand Polydor et sort un single intitulé I’ve Been Alone For A Long Long While, produit par Bert Kaempfert. Le single n'a pas de succès. La même année, elle sort son seul album Nur für mich chez Polydor, sur lequel elle n'interprète que du schlager. C'est un four en Autriche ; Dans le sud de l'Allemagne, elle est diffusée à la radio. Borg met fin à sa carrière musicale.
On ne sait rien de sa vie ultérieure. Klaus Maria Brandauer, qui est un membre de sa famille, rapporte dans une interview le 14 juillet 2006 qu'elle fut décédée récemment.

## Discographie
- 1963 : I’ve Been Alone For A Long Long While (single, Polydor 59 012 L)
- 1963 : Nur für mich (album, Polydor 182 251)